# Ściółka (leśnictwo)

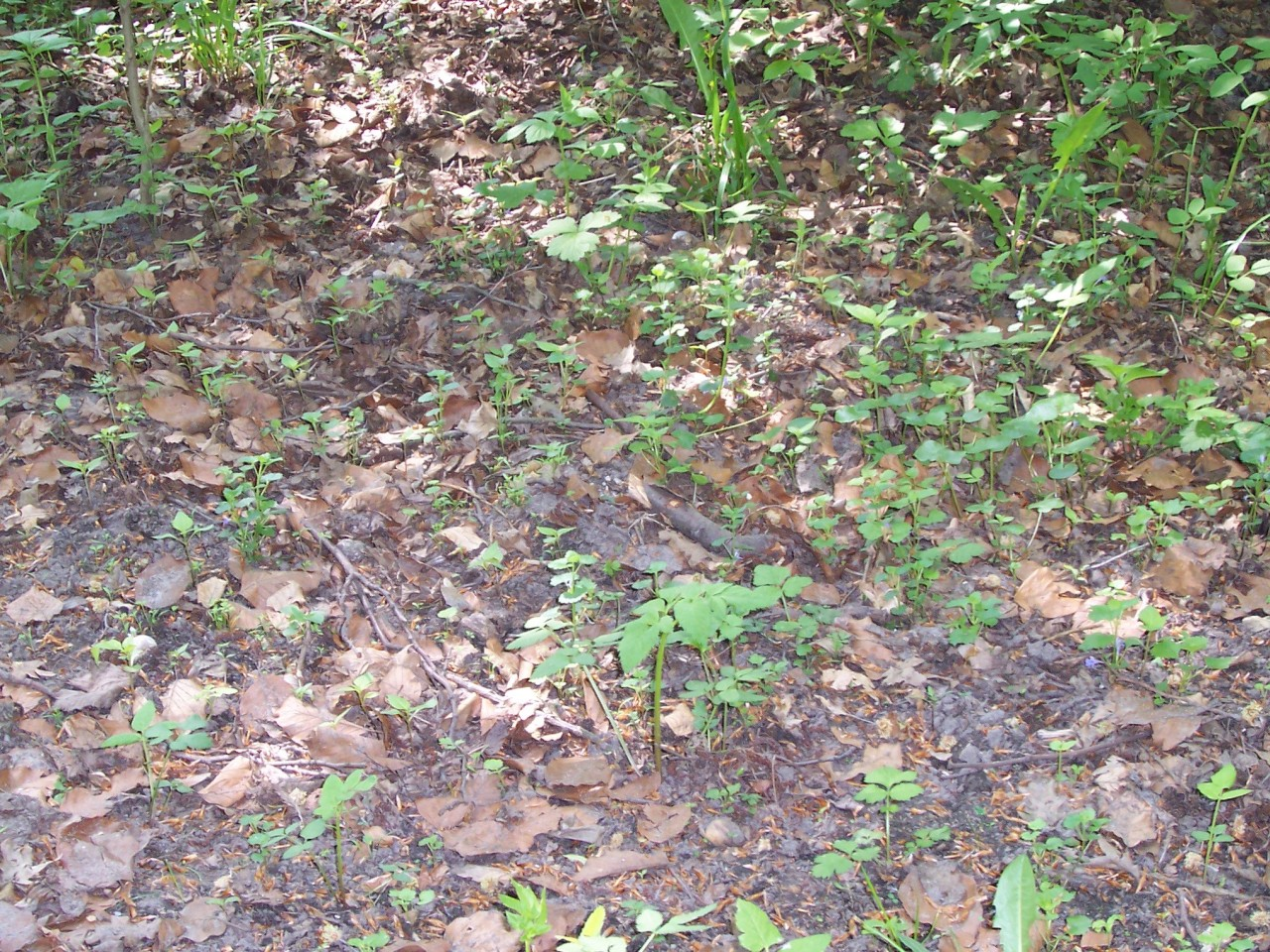
Ściółka leśna

Ściółka, ścioła, podściółka – warstwa lasu leżąca bezpośrednio na glebie, a pod runem. Utworzona jest z opadłych liści, gałązek, owoców, nasion, piór, skrawków sierści i odchodów zwierzęcych. 
W wyniku wymywania i dekompozycji ściółki leśnej tworzy się próchnica. Znajdują się w niej organizmy glebotwórcze, które poprzez rozkład szczątków roślinnych i zwierzęcych sukcesywnie włączają elementy ściółki do gleby. W obrębie ściółki zachodzi prawie cały cykl biogeochemiczny ekosystemu leśnego.